# Shinobu Asagoe
Shinobu Asagoe, 浅越しのぶ, född 28 juni 1976 i Hyōgo, Japan, är en japansk högerhänt tidigare professionell tennisspelare. 

## Tenniskarriären
Shinobu Asagoe blev professionell spelare på WTA-touren i februari 1997. Hon har varit lyckosam framförallt som dubbelspelare med åtta titlar under perioden 2002-2006. I singel har hon spelat tre finaler men ännu (november 2007) inte vunnit någon WTA-titel. I Grand Slam-turneringar nådde hon som bäst kvartsfinal i US Open 2004 som hon förlorade mot Lindsay Davenport. I ITF-arrangerade turneringar har hon vunnit 9 singel- och 10 dubbeltitlar. Asagoe rankades som en av de 100 bästa WTA-spelarna i singel vid säsongssluten 2002–2005 och rankades som bäst som nummer 21 i singel (april 2005). I dubbel rankades hon som bäst som nummer 13 (maj 2006). 
Asagoe vann sina första tre internationella ITF-titlar i singel 1996 (Taipei-Kina, Kugayama-Japan och Kyoto-Japan). Hon följde upp med ytterligare fem titlar under perioden 1997–2002 (Caboolture-Australien, Noda-Japan, Claremont-USA, Noda-Japan och Haibara-Japan). 
På WTA-touren nådde hon singelfinalerna i Birmingham (2003, finalförslust mot bulgariskan Magdalena Maleeva), Hobart (2004, finalförlust mot amerikanskan Amy Frazier) och Auckland (2005, finalförlust mot slovenskan Katarina Srebotnik). I semifinalen i Birmingham 2003 besegrade hon Maria Sharapova och har för övrigt noterat toursegrar över spelare som Patty Schnyder och Shahar Pe'er.  
I dubbel har Asagoe vunnit sina WTA-titlar tillsammans med Katarina Srebotnik, landsmaninnorna Ai Sugiyama, Seiko Okamoto, och Nana Miyagi, argentinskan Gisela Dulko samt belgiskan Els Callens
Shinobu Asagoe deltog i det japanska Fed Cup-laget 1999–2001, 2003–2004 och 2006. Hon har spelat totalt spelat 27 matcher av vilka hon vunnit 17. Asagoe spelade också i det japanska olympialaget 2000 och 2004.

## Spelaren och personen
Shinobu Asagoe började spela tennis först som 13-åring. Hon spelar helst på hard-court och betraktar själv sin dubbelfattade backhand vara det bästa vapnet. 
Asagoe bor i födelsestaden Hyogo, Japan, och studerar vid sidan av tennisen engelska och kinesiska på universitetet i Sonoda.  

## WTA-dubbeltilar
- 2006 - Amelia Island (med Katarina Srebotnik)
- 2005 - Auckland (med Katarina Srebotnik), Bangkok (med Gisela Dulko)
- 2004 - Hobart (med Seiko Okamoto), MontrTal [Canadian Open] (med Ai Sugiyama), Tokyo [Japan Open] (med Katarina Srebotnik); 2002 - Birmingham (med Els Callens), Tokyo [Japan Open] (med Nana Miyagi).